# وال دورچا
وال دورچا یا والدورچا (به ایتالیایی: Val d’Orcia) منطقه‌ای در توسکانی در مرکز ایتالیاست که گستره‌ای از تپه‌های جنوب سیه‌نا تا مونته آمیاتا را دربرمی‌گیرد. مشخصهٔ این منطقه تپه‌های با شیب ملایم و به‌دقت کشت‌شدهٔ آن است که گهگاه آبکندهایی آن‌ها را قطع کرده‌است و دیگر، شهرک‌ها و دهکده‌های زیبا و خوش‌منظرهٔ آن همچون پینزا (که در سدهٔ پانزدهم با حمایت پاپ پیوس دوم به‌عنوان شهری ایده‌آل بازسازی شد)، رادیکوفانی (زادگاه گینو دی تاکوی راهزن) و مونتالچینو است. چشم‌انداز این منطقه پس از انعکاسش در آثار هنری گوناگون مورد توجه قرار گرفت و می‌توان آن را در نقاشی‌های دورهٔ رنسانس تا عکس‌های امروزی مشاهده نمود.
یونسکو در سال ۲۰۰۴ نام وال دورچا را در فهرست میراث جهانی یونسکو به ثبت رساند. معیارهای این انتخاب به شرح زیر است:
- معیار (iv): وال دورچا بازتابی استثنایی از شیوهٔ منظره‌پردازی در دوران رنسانس است که می‌خواست انعکاس‌دهندهٔ ایده‌آل‌های حکومتی نیک و در عین حال خالق مناظری زیبا و دلگشا باشد.
- معیار (vi): چشم‌انداز وال دورچا مورد ستایش نقاشان مکتب سیه‌نایی که در دوران رنسانس به شکوفایی رسید قرار داشت. نگاره‌هایی از وال دورچا به‌ویژه چشم‌اندازهایی که مردم در توازن با طبیعت در آن‌ها به‌تصویر کشیده‌شده‌اند به‌عنوان نشان‌هایی از دوران رنسانس به‌شمار می‌روند که به‌نوبهٔ خود تأثیر عمیقی بر توسعهٔ تفکرات منظره‌گرایانه داشته‌اند.